# Karlakoppa, Kalghatgi
Karlakoppa là một làng thuộc tehsil Kalghatgi, huyện Dharwad, bang Karnataka, Ấn Độ.